# Северный мост (Эдинбург)
Северный мост (англ. North Bridge) — арочный мост в Эдинбурге, соединяющий Старый город с Новым, Королевскую Милю с Принсес-Стрит. Под мостом находится главный железнодорожный вокзал города Уэйверли.
Первые мост на этом месте был построен в 1763—1772 гг. и простоял до середины 1890-х. Новый мост был построен в 1894—1897 гг. по проекту компании Sir William Arrol & Co., известной также проектами других мостов.
В настоящее время протяжённость Северного моста составляет 160 м, сооружение имеет три арочных пролёта, каждый около 50 м в длину.